# Люксембург на Олімпійських іграх
Спортсмени з Люксембургу брали участь в 29 Олімпійських іграх сучасності. Олімпійський і спортивний комітет Люксембургу був заснований 1912 року і своїх перших спортсменів направив на Олімпійські ігри 1912 року в Стокгольмі.
Було виявлено, що Мішель Теато, який на Олімпійських іграх 1900 року представляв Францію був люксембуржцем. Проте, золота медаль, яку він заробив в марафоні була зарахована до результатів команди Франції.
Без урахування цієї нагороди станом на 2014 рік на рахунку спортсменів Люксембургу 4 медалі за всю історію Олімпійських ігор: золото легкоатлета Жозі Бартеля на дистанції 1500 м 1952 року в Гельсінкі, срібло важкоатлета Жозефа Альцена 1920 року в Антверпені і 2 срібла гірськолижника Марка Жирарделлі 1992 року в Альбервілі в супер-гіганті та гігантському слаломі.
2008 року в Пекіні велогонщик Енді Шлек був близький до того, щоб принести своїй країні першу за 56 років нагороду літніх Олімпійських ігор, але посів лише 5-е місце у груповій шосейній гонці (після дискваліфікації срібного призера Давида Ребелліна Шлек перемістився на 4-е місце).
Крім спортивних нагород люксембуржці перемагали в творчих олімпійських змаганнях — Жан Якобі виграв 2 золота в малюванні (1924 і 1928), а Франсуа Ельденстайн виграв срібло в скульптурі (1924).